# Derek Schmidt
Derek Schmidt (ur. 23 stycznia 1968 w Independence) – amerykański prawnik i polityk. Od 2011 roku prokurator generalny Kansas. Kandydat w wyborach na gubernatora stanu Kansas w roku 2022.

## Biografia
Uzyskał tytuł licencjata dziennikarstwa na University of Kansas, tytuł magistra polityki międzynarodowej na University of Leicester w Wielkiej Brytanii, tytuł prawniczy na Georgetown University, oraz doktorat prawa w Szkole Prawniczej Uniwersytetu Kansas.
Od 2000 roku pełnił funkcję senatora stanu Kansas reprezentując obszar południowo-wschodni. W 2010 roku został wybrany 44. prokuratorem generalnym stanu Kansas. W 2014 roku ponownie wygrał wybory, a w 2018 roku otrzymał najwięcej głosów w historii Kansas, zostając drugim najdłużej urzędującym prokuratorem generalnym stanu.
W latach 2017–2018 pełnił funkcję prezesa Narodowego Stowarzyszenia Prokuratorów Generalnych, gdzie prowadził kampanię przeciwko przemocy wobec osób starszych.

## Poglądy
Schmidt sprzeciwia się prawu do aborcji, ograniczeniom prawa do posiadania broni i rozszerzeniu stanowego ubezpieczenia zdrowotnego Medicaid. W czasie pandemii COVID-19 starł się z gubernatorem Laurą Kelly, m.in. sprzeciwiając się jej nieudanym próbom ograniczeń nabożeństw religijnych. Do końca 2021 roku podpisał trzy pozwy, które skutecznie zablokowały wdrożenie federalnych mandatów za brak szczepień.

## Życie osobiste
Wraz ze swoją żoną Jennifer są rodzicami dwóch córek.